# Споменик Президијуму АСНОМ-а
Споменик Президијуму АСНОМ-а у Парку жене-борца у Скопљу посвећен је учесницима Првог заседања АСНОМ-а, одржаног 2. августа 1944. године у манастиру св. Прохор Пчињски. Подигнут је 13. марта 2012. године као део пројекта „Скопље 2014“. Аутор споменика је вајар Слободан Милошевски.

## Историјска позадина
Прво заседање АСНОМ-а одржано је 2. августа 1944. године у манастиру св. Прохор Пчињски. На заседању су донесене одлике, којима је АСНОМ проглашен за врховно законодавно и извршно представничко тело и највиши орган државне власти у демократској Македонији, македонски језик уведен као службени језик у македонској држави, Илиндан проглашен за народни и државни празник у македонској држави, прихваћене одлуке Другог заседања АВНОЈ-а и одобрен рад Главног штаба НОВ и ПО Македоније. На крају заседања изабран је Президијум (Председништво) АСНОМ-а. Председништво се састојало од председника, два потпредседника, два секретара и 17 чланова. Оснивање и деловање АСНОМ-а обележило је конституисање прве македонске државе са свим признатим правима њеним грађанима, донесенима на његовим заседањима. АСНОМ је на свом Трећем заседању прерастао у Народно собрање Македоније.
Чланови Президијума АСНОМ-а били су Методије Андонов Ченто (председник), Панко Брашнаров и Емануел Чучков (потпредседници), Љупчо Арсов и Владимир Полежиновски (секретари), Венко Марковски, Цветко Узуновски, Благоја Фотев, Михајло Апостолски, Страхил Гигов, Петре Пирузе, Кирил Петрушев, Јован Горгов, Епоминонда поп Андонов, Камбер Хасан, Ацо Петровски, Младен Георгиев и Љиљана Чаловска.

## Опис споменика
Споменичка композиција састоји се од 10 бронзаних скулптура делегата на заседању, од којих три седе (висина 3.2 м), а 7 њих стоји (4 м). Како стоје су приказани Панко Брашнаров (за говорницом), Кирил Петрушев и Емануел Чучков (рукују се), Тихомир Милошевски, Тодор Стојанов, Киро Глигоров и Веселинка Малинска, а седе Бане Андрејев, Методије Андонов Ченто и Михајло Апостолски.
Скулптуре су постављене на правоугаони постамент, који је висок 1,9 m, обложен мермером и са 10 бронзаних рељефа. На рељефима су приказани мотиви окупљања делегата за Прво заседање и сцене са заседања.
Цена израде споменика била је 1,9 милиона евра.

## Галерија
- Детаљ са споменика: у првом плану су Апостолски и Ченто, а иза њих Милошевски и Стојанов
- Бане Андрејев
- Панко Брашнаров
- Манастир св. Прохор Пчињски
- делегати са заседања
- АСНОМ 1944.